# Lago Avostanis
Il Lago Avostanis è un piccolo lago alpino, posto a 1.936 m s.l.m., nelle Alpi Carniche (Catena carnica orientale), in Friuli-Venezia Giulia (ex-provincia di Udine), in Carnia, all'interno del territorio del comune di Paluzza (Timau), nel gruppo montuoso della Creta di Timau: si tratta di un lago montano d'altura di origine glaciale, che riceve cioè le sue acque dallo scioglimento primaverile delle nevi, compreso all'interno di un circo glaciale del gruppo montuoso, facilmente raggiungibile per via escursionistica dal fondovalle carnico passando per il Rifugio Casera Pramosio. Estensione e profondità sono variabili in funzione della stagione e degli accumoli nevosi sulle creste circostanti, ghiacciando durante il periodo invernale.